# Luge aux Jeux olympiques de 2018 – Simple femmes
Navigation
Sotchi 2014 Pékin 2022
L'épreuve individuelle féminine de luge aux Jeux olympiques de 2018 a lieu les 12 et 13 février 2018 au centre de glisse d'Alpensia.

## Calendrier
| Date       | Heure | Épreuve  |
| ---------- | ----- | -------- |
| 12 février | 19:50 | Manche 1 |
| 12 février | 19:50 | Manche 2 |
| 13 février | 19:30 | Manche 3 |
| 13 février | 19:30 | Manche 4 |

## Médaillées
| Or                               | Argent                       | Bronze              |
| Natalie Geisenberger (Allemagne) | Dajana Eitberger (Allemagne) | Alex Gough (Canada) |

## Résultats
| Rang                                | Nom                    | Nation             | Course 1 | Course 2 | Course 3 | Course 4 | Total          |
| ----------------------------------- | ---------------------- | ------------------ | -------- | -------- | -------- | -------- | -------------- |
| Médaille d'or, Jeux olympiques      | Natalie Geisenberger   | Allemagne          | 46 s 245 | 46 s 209 | 46 s 280 | 46 s 498 | 3 min 05 s 232 |
| Médaille d'argent, Jeux olympiques  | Dajana Eitberger       | Allemagne          | 46 s 381 | 46 s 193 | 46 s 577 | 46 s 448 | 3 min 05 s 599 |
| Médaille de bronze, Jeux olympiques | Alex Gough             | Canada             | 46 s 317 | 46 s 328 | 46 s 425 | 46 s 574 | 3 min 05 s 644 |
| 4                                   | Tatjana Hüfner         | Allemagne          | 46 s 322 | 46 s 339 | 46 s 392 | 46 s 660 | 3 min 05 s 713 |
| 5                                   | Kimberley McRae        | Canada             | 46 s 339 | 46 s 449 | 46 s 480 | 46 s 610 | 3 min 05 s 878 |
| 6                                   | Erin Hamlin            | États-Unis         | 46 s 357 | 46 s 333 | 46 s 506 | 46 s 716 | 3 min 05 s 912 |
| 7                                   | Raluca Strămăturaru    | Roumanie           | 46 s 469 | 46 s 532 | 46 s 606 | 46 s 681 | 3 min 06 s 288 |
| 8                                   | Aileen Frisch          | Corée du Sud       | 46 s 350 | 46 s 456 | 46 s 751 | 46 s 843 | 3 min 06 s 400 |
| 9                                   | Madeleine Egle         | Autriche           | 46 s 726 | 46 s 646 | 46 s 541 | 46 s 696 | 3 min 06 s 609 |
| 10                                  | Andrea Vötter          | Italie             | 46 s 577 | 46 s 483 | 46 s 907 | 46 s 892 | 3 min 06 s 859 |
| 11                                  | Martina Kocher         | Suisse             | 46 s 837 | 46 s 657 | 46 s 638 | 46 s 761 | 3 min 06 s 893 |
| 12                                  | Ulla Zirne             | Lettonie           | 46 s 471 | 46 s 409 | 47 s 327 | 46 s 895 | 3 min 07 s 102 |
| 13                                  | Brooke Apshkrum        | Canada             | 46 s 834 | 46 s 839 | 46 s 905 | 46 s 983 | 3 min 07 s 561 |
| 14                                  | Sandra Robatscher      | Italie             | 46 s 620 | 47 s 116 | 47 s 083 | 46 s 476 | 3 min 07 s 565 |
| 15                                  | Ekaterina Baturina     | Russie (OAR)       | 47 s 122 | 46 s 700 | 46 s 675 | 47 s 122 | 3 min 07 s 619 |
| 16                                  | Elīza Cauce            | Lettonie           | 47 s 458 | 46 s 477 | 46 s 624 | 47 s 092 | 3 min 07 s 651 |
| 17                                  | Hannah Prock           | Autriche           | 46 s 622 | 46 s 585 | 47 s 743 | 46 s 854 | 3 min 07 s 804 |
| 18                                  | Sung Eun-ryung         | Corée du Sud       | 46 s 918 | 46 s 851 | 47 s 205 | 47 s 276 | 3 min 08 s 250 |
| 19                                  | Summer Britcher        | États-Unis         | 46 s 829 | 46 s 132 | 46 s 603 | 48 s 770 | 3 min 08 s 334 |
| 20                                  | Ewa Kuls               | Pologne            | 47 s 037 | 46 s 933 | 47 s 212 | —        |                |
| 21                                  | Olena Shkhumova        | Ukraine            | 46 s 950 | 46 s 844 | 47 s 751 | —        |                |
| 22                                  | Kendija Aparjode       | Lettonie           | 48 s 103 | 46 s 927 | 47 s 296 | —        |                |
| 23                                  | Katarina Šimoňáková    | Slovaquie          | 47 s 428 | 47 s 606 | 47 s 538 | —        |                |
| 24                                  | Verónica María Ravenna | Argentine          | 47 s 175 | 47 s 788 | 47 s 739 | —        |                |
| 25                                  | Natalia Wojtuściszyn   | Pologne            | 49 s 133 | 46 s 736 | 47 s 290 | —        |                |
| 26                                  | Tereza Nosková         | République tchèque | 47 s 813 | 48 s 132 | 47 s 921 | —        |                |
| 27                                  | Daria Obratov          | Croatie            | 48 s 615 | 48 s 252 | 48 s 686 | —        |                |
| 28                                  | Olena Stetskiv         | Ukraine            | 50 s 599 | 48 s 303 | 47 s 929 | —        |                |
| 29                                  | Emily Sweeney          | États-Unis         | 46 s 595 | 46 s 960 | 46 s 917 | DNF      | DNF            |
| 30                                  | Birgit Platzer         | Autriche           | 47 s 318 | DNF      | DNF      | DNF      | DNF            |